# Коротень
Коротень, Коротені (рум. Coroteni) — село у повіті Вранча в Румунії. Входить до складу комуни Слобозія-Брадулуй.
Село розташоване на відстані 137 км на північний схід від Бухареста, 26 км на південний захід від Фокшан, 78 км на захід від Галаца, 112 км на схід від Брашова.

## Населення
За даними перепису населення 2002 року у селі проживали 909 осіб, усі — румуни. Усі жителі села рідною мовою назвали румунську.